# VII Giochi panafricani
I VII Giochi panafricani si tennero dal 10 settembre 1999 al 19 settembre 1999 a Johannesburg, Sudafrica. Vi parteciparono 53 nazioni. Il netball fu incluso come sport dimostrativo.
I partecipanti furono 6000 da tutti i Paesi dell'Africa. La cerimonia d'apertura con danze, parabole africane e guerrieri zulu, fu messa in scena in un'arena con meno di 15000 spettatori.
Il Sudafrica, persa la gara per l'organizzazione di Giochi della XXVII Olimpiade aveva intenzione di impressionare la FIFA nella speranza di ospitare i campionati del mondo di calcio 2006. Nel medagliere prevalse lo stesso Sudafrica, che distanziò Nigeria ed Egitto.
Gli organizzatori dovettero affrontare numerosi problemi: 600 bambini con intossicazioni alimentari dopo aver mangiato il pranzo alla prova della cerimonia d'apertura, manifestazioni di lavoratori in sciopero fuori dai siti di gara, mostrando manifesti con scritto "No Wages, No All Africa Games." Il torneo femminile di hockey su prato fu retrocesso a evento senza medaglie dopo la defezione della nazionale nigeriana. Una mischia alla fine dell'incontro di pallacanestro fra Angola ed Egitto costrinse la polizia a scortare l'Egitto fuori dal campo. Haile Gebrselassie decise di rinunciare per motivi di salute, privando gli organizzatori di una delle principali stelle della manifestazione.
Nonostante le difficoltà il presidente del Comitato Olimpico Internazionale Juan Antonio Samaranch, elogiò il Sudafrica.

## Sport
- Atletica leggera (dettagli)
- Baseball (dettagli)
- Calcio (dettagli)
- Ciclismo (dettagli)
- Ginnastica (dettagli)

- Hockey su prato (dettagli)
- Judo (dettagli)
- Karate (dettagli)
- Lotta (dettagli)
- Nuoto (dettagli)

- Pallacanestro (dettagli)
- Pallamano (dettagli)
- Pallavolo (dettagli)
- Pugilato (dettagli)

- Sollevamento pesi (dettagli)
- Tennistavolo (dettagli)
- Taekwondo (dettagli)
- Tennis (dettagli)

Sport dimostrativo:
- Netball (dettagli)

## Medagliere
| #      | Nazione            | Oro | Argento | Bronzo | Totale |
| ------ | ------------------ | --- | ------- | ------ | ------ |
| 1      | Sudafrica          | 71  | 64      | 49     | 184    |
| 2      | Nigeria            | 64  | 28      | 37     | 129    |
| 3      | Egitto             | 53  | 60      | 45     | 158    |
| 4      | Tunisia            | 20  | 20      | 23     | 63     |
| 5      | Algeria            | 14  | 24      | 32     | 70     |
| 6      | Kenya              | 10  | 10      | 20     | 40     |
| 7      | Camerun            | 6   | 13      | 22     | 41     |
| 8      | Senegal            | 6   | 10      | 9      | 25     |
| 9      | Etiopia            | 6   | 4       | 4      | 14     |
| 10     | Lesotho            | 6   | 1       | 3      | 10     |
| 11     | Angola             | 4   | 1       | 1      | 6      |
| 12     | Madagascar         | 4   | 3       | 7      | 14     |
| 13     | Ghana              | 2   | 2       | 11     | 15     |
| 14     | Costa d'Avorio     | 2   | 1       | 5      | 8      |
| 15     | Uganda             | 2   | 1       | 3      | 6      |
| 16     | Zimbabwe           | 1   | 10      | 13     | 24     |
| 17     | Mauritius          | 1   | 7       | 9      | 17     |
| 18     | Gabon              | 1   | 3       | 6      | 10     |
| 19     | Zaire              | 1   | 1       | 2      | 4      |
| 20     | Mozambico          | 1   | 0       | 0      | 1      |
| 21     | Botswana           | 0   | 3       | 2      | 5      |
| 22     | Seychelles         | 0   | 1       | 6      | 7      |
| 23     | Niger              | 0   | 1       | 2      | 3      |
| 23     | Rep. del Congo     | 0   | 1       | 2      | 3      |
| 25     | Tanzania           | 0   | 1       | 0      | 1      |
| 25     | Zambia             | 0   | 1       | 0      | 1      |
| 25     | Togo               | 0   | 1       | 0      | 1      |
| 25     | Benin              | 0   | 1       | 0      | 1      |
| 29     | eSwatini           | 0   | 0       | 4      | 4      |
| 30     | Rep. Centrafricana | 0   | 0       | 2      | 2      |
| 30     | Mali               | 0   | 0       | 2      | 2      |
| 30     | Namibia            | 0   | 0       | 2      | 2      |
| 30     | Capo Verde         | 0   | 0       | 2      | 2      |
| 34     | Guinea-Bissau      | 0   | 0       | 1      | 1      |
| 34     | Libia              | 0   | 0       | 1      | 1      |
| 34     | Malawi             | 0   | 0       | 1      | 1      |
| Totale | Totale             | 224 | 223     | 280    | 727    |